# Gotlandsbolaget
Rederi AB Gotland, i folkemunde kaldet Gotlandsbolaget, er en koncern, som primært består af tre forretningsområder: rederivirksomhed, hotelvirksomhed med rejsearrangøraktivitet samt forvaltning af egne ejendomme.
Rederi AB Gotlands datterselskab Destination Gotland driver trafik mellem Gotland og det svenske fastland. Trafikken til og fra Gotland foregår med de tre højhastighedsfærger M/S Visby (tidligere Visborg), M/S Gotland (2019) og M/S Drotten. M/S Visby (2000) er i øjeblikket chartret ud til DFDS til trafik mellem Karlshamn og Klaipėda i Litauen. Med datterselskabet Go Nordic Cruiseline driver de M/S Nordic Crown og M/S Nordic Pearl, og sammen med Viking Line driver de Birka Gotland.